# Jurinella abodminalis
Jurinella abodminalis är en tvåvingeart som först beskrevs av Townsend 1914.  Jurinella abodminalis ingår i släktet Jurinella och familjen parasitflugor.
Artens utbredningsområde är Peru. Inga underarter finns listade i Catalogue of Life.